# 天谷直弘
天谷 直弘（あまや なおひろ 1925年8月31日 - 1994年8月30日）は、日本の官僚、経済評論家。
資源エネルギー庁長官、通商産業審議官、電通総研初代所長、松下政経塾評議員。福井市名誉市民。天谷直次郎陸軍中将は父、国土交通官僚の天谷直昭は甥。

## 略歴
福井県吉田郡岡保村（現・福井市）出身。旧制福井中学（現・福井県立藤島高等学校）を卒業後、旧制静岡高校、東京大学法学部政治学科へと進学した。1948年、商工省（のちの通産省）に入省。入省同期に、矢野俊比古（通産事務次官、のち参議院議員）、金森久雄（日本経済研究センター理事長）、岸田文武、熊谷善二（特許庁長官）、生田豊朗、黒田四郎（名古屋通産局長）など。
1960年代の重化学工業化を提言した通産ビジョンに引き続いて、大臣官房企画室長のとき「1970年代の通商産業政策」を提言し、「知識集約型産業」構造を定着させた。これに労働者福祉基準と環境基準を加え、この頃までの通産省は明確な国家戦略を打ち出していた。
外務省シドニー総領事館領事、国際経済部長を経て、通商産業審議官（1974年6月18日-）、基礎産業局長（1976年7月27日-）、資源エネルギー庁長官（1978年6月20日-）となり、当時大きな社会問題であった石油危機への対応策に専念し、成果を上げた。
通商畑での貿易交渉の経験の豊富さを買われ、54歳の時に再び事務次官に次ぐ通商産業審議官（1979年8月29日 - 1981年6月26日）となり、日米自動車交渉では対米輸出の自主規制枠を導入した。56歳で退官。
その後は国際経済交流財団会長、1984年8月臨時教育審議会第一部長、1987年7月電通総研設立に伴い初代所長（92年から社長に変更）を務めた。64歳の時に福井市名誉市民に選ばれた。1994年8月30日、死去。68歳没。

## 人物
丸山眞男門下。天谷は著書『日本町人国家論』の中で、日本を名誉や美意識なく、金もうけに徹した町人国家に例え、国際社会で信頼を得るに足るノーブルな体質に変わらねばならないと唱えた。
松下政経塾出身の岡田邦彦は「歴史的な文脈の中で、日本の産業政策を考え、自ら国際的な説得工作ができ、国民にもそれを端的に説明ができるスーパーマンだった」と天谷を評した。

## 著作
- 「日本町人国家論」 1983年 第4回石橋湛山賞
- 「日本株式会社 残された選択」
- 「坂の上の雲と坂の下の沼」